# Alexa Tapia Garrido
Alexa Tapia Garrido (n. Concepción, 20 de octubre de 1984), es una jugadora chilena de hockey patines, y profesora de educación física. Iniciada en la rama de hockey del Club Deportivo Huachipato de Talcahuano, destaca por su participación en la posición de defensa con la selección chilena de hockey, donde ha obtenido importantes logros, entre ellos la Copa Mundial de Hockey Patines de 2006, el máximo galardón de la disciplina, así como la Copa América de 2007, y el Panamericano de 2011.

## Palmarés

### Torneos nacionales
| Título                    | Club                 | País  | Año  |
| ------------------------- | -------------------- | ----- | ---- |
| Liga Nacional de Apertura | Universidad de Chile | Chile | 2006 |
| Liga Nacional de Clausura | Universidad de Chile | Chile | 2006 |

### Torneos internacionales
| Título                                  | Club               | País  | Año  |
| --------------------------------------- | ------------------ | ----- | ---- |
| Mundial de Hockey Patines               | Selección de Chile | Chile | 2006 |
| Copa América de Hockey Patines          | Selección de Chile | Chile | 2007 |
| Panamericano de Hockey Patines          | Selección de Chile | Chile | 2011 |
| Plata en Copa América de Hockey Patines | Selección de Chile | Chile | 2011 |
| Bronce en el Mundial de Hockey Patines  | Selección de Chile | Chile | 2014 |
| Bronce en el Mundial de Hockey Patines  | Selección de Chile | Chile | 2019 |